# Mickleton (Gloucestershire)
Pour les articles homonymes, voir Mickleton.
Mickleton est une paroisse civile et un village du Gloucestershire, en Angleterre.